# Ӧ̄
Cette page contient des caractères spéciaux ou non latins. S’ils s’affichent mal (▯, ?, etc.), consultez la page d’aide Unicode.
O tréma macron (majuscule : Ӧ̄, minuscule : ӧ̄) est une lettre de l’alphabet cyrillique utilisée dans l’écriture du selkoupe de la Ket moyenne.

## Représentations informatiques
L’o tréma macron peut être représenté avec les caractères Unicode suivants :
- composé (cyrillique, diacritiques)[1],[2] :

| formes    | représentations | chaînes de caractères | points de code | descriptions                                           |
| --------- | --------------- | --------------------- | -------------- | ------------------------------------------------------ |
| capitale  | Ӧ̄               | Ӧ◌̄                    | U+04E6 U+0304  | lettre majuscule cyrillique o tréma diacritique macron |
| minuscule | ӧ̄               | ӧ◌̄                    | U+04E7 U+0304  | lettre minuscule cyrillique o tréma diacritique macron |

- décomposé (cyrillique, diacritiques) :

| formes    | représentations | chaînes de caractères | points de code       | descriptions                                                       |
| --------- | --------------- | --------------------- | -------------------- | ------------------------------------------------------------------ |
| capitale  | Ӧ̄               | О◌̈◌̄                   | U+041E U+0308 U+0304 | lettre majuscule cyrillique o diacritique tréma diacritique macron |
| minuscule | ӧ̄               | о◌̈◌̄                   | U+043E U+0308 U+0304 | lettre minuscule cyrillique o diacritique tréma diacritique macron |